# Gerardo VI di Oldenburg
Gerardo VI di Oldenburg, detto il Litigioso (1430 – 22 febbraio 1500), è stato un conte di Oldenburg e reggente di Bad Zwischenahn dal 1440 al 1482.

## Biografia
Fu il terzo figlio del conte Dietrich di Oldenburg e di sua moglie Edvige di Schauenburg. Tra il 1440 ed il 1463 governò a Delmenhorst come reggente e, dal 1464 al 1482 (alla morte del fratello, Maurizio) come reggente del nipote Giacomo.
Si trovava costantemente in guerra con il vescovo di Brema e con i frisoni. Nel 1483 fu costretto ad abdicare in favore del proprio figlio, e morì durante un pellegrinaggio nella valle del Reno.

## Matrimonio e discendenza
Nel 1453 sposò Adelaide di Tecklenburg (c. 1435 – 2 marzo 1477), figlia del conte Ottone VIII di Tecklenburg. Ebbero undici figli:
- Gerardo (1454 – 1470);
- Dietrich (1456 circa – 1463);
- Adolfo (1458 – 17 febbraio 1500), conte di Oldenburg-Delmenhorst, deceduto nella battaglia di Hemmingstedt;
- Cristiano (1459 – 27 maggio 1492);
- Giovanni V (1460 – 10 febbraio 1526), conte di Oldenburg, sposò Anna di Anhalt-Zerbst;
- Otto (1464 circa – 17 febbraio 1500), canonico del Capitolo di Brema, deceduto nella battaglia di Hemmingstedt;
- Elisabetta (1468 – 12 settembre 1505);
- Anna (1469 – 26 settembre 1505);
- Ermengarda (1471 circa – 1522), sposò Hero Oomkens von Esens, conte di Harlingerland;
- Edvige (1473 circa – 22 febbraio 1522), sposò Edo Wiemken II il Giovane;
- Adelaide (1475 circa – 1513), sposò Dietrich III di Plesse.

## Ascendenza
|                                           |                                 |                                     | Genitori                              |  |  | Nonni |  |  | Bisnonni               |  |  | Trisnonni                |  |
|                                           |                                 |                                     |                                       |  |  |       |  |  | Corrado I di Oldenburg |  |  | Giovanni II di Oldenburg |  |
|                                           |                                 |                                     |                                       |  |  |       |  |  | Corrado I di Oldenburg |  |  | Giovanni II di Oldenburg |  |
|                                           |                                 | Edvige di Diepholz                  |                                       |  |  |       |  |  | Corrado I di Oldenburg |  |  |                          |  |
| Cristiano V di Oldenburg                  |                                 |                                     |                                       |  |  |       |  |  | Corrado I di Oldenburg |  |  |                          |  |
|                                           |                                 | Ingeborg di Itzehoe                 | Gerardo IV di Holstein-Plön           |  |  |       |  |  |                        |  |  |                          |  |
|                                           |                                 | Ingeborg di Itzehoe                 | Gerardo IV di Holstein-Plön           |  |  |       |  |  |                        |  |  |                          |  |
|                                           |                                 | Ingeborg di Itzehoe                 | Anastasia di Schwerin                 |  |  |       |  |  |                        |  |  |                          |  |
| Dietrich di Oldenburg                     |                                 | Ingeborg di Itzehoe                 |                                       |  |  |       |  |  |                        |  |  |                          |  |
|                                           |                                 | Dietrich V di Hohnstein-Heringen    | Dietrich III di Hohnstein-Klettenberg |  |  |       |  |  |                        |  |  |                          |  |
|                                           |                                 | Dietrich V di Hohnstein-Heringen    | Dietrich III di Hohnstein-Klettenberg |  |  |       |  |  |                        |  |  |                          |  |
|                                           |                                 | Dietrich V di Hohnstein-Heringen    | Elisabetta di Waldeck                 |  |  |       |  |  |                        |  |  |                          |  |
| Agnes di Hohnstein-Heringen               |                                 | Dietrich V di Hohnstein-Heringen    |                                       |  |  |       |  |  |                        |  |  |                          |  |
|                                           |                                 | Sofia di Brunswick                  | Magnus I di Brunswick-Wolfenbüttel    |  |  |       |  |  |                        |  |  |                          |  |
|                                           |                                 | Sofia di Brunswick                  | Magnus I di Brunswick-Wolfenbüttel    |  |  |       |  |  |                        |  |  |                          |  |
|                                           |                                 | Sofia di Brunswick                  | Sofia di Brandenburgo-Stendal         |  |  |       |  |  |                        |  |  |                          |  |
| Gerardo VI di Oldenburg                   |                                 | Sofia di Brunswick                  |                                       |  |  |       |  |  |                        |  |  |                          |  |
|                                           | Enrico II di Holstein-Rendsburg | Gerardo III di Holstein             |                                       |  |  |       |  |  |                        |  |  |                          |  |
|                                           | Enrico II di Holstein-Rendsburg | Gerardo III di Holstein             |                                       |  |  |       |  |  |                        |  |  |                          |  |
|                                           | Enrico II di Holstein-Rendsburg | Sofia di Mecleburgo-Werle           |                                       |  |  |       |  |  |                        |  |  |                          |  |
| Gerardo VI di Holstein-Rendsburg          | Enrico II di Holstein-Rendsburg |                                     |                                       |  |  |       |  |  |                        |  |  |                          |  |
|                                           |                                 | Ingeborg di Meclemburgo-Schwerin    | Alberto II di Meclemburgo             |  |  |       |  |  |                        |  |  |                          |  |
|                                           |                                 | Ingeborg di Meclemburgo-Schwerin    | Alberto II di Meclemburgo             |  |  |       |  |  |                        |  |  |                          |  |
|                                           |                                 | Ingeborg di Meclemburgo-Schwerin    | Eufemia di Svezia                     |  |  |       |  |  |                        |  |  |                          |  |
| Edvige di Schauenburg                     |                                 | Ingeborg di Meclemburgo-Schwerin    |                                       |  |  |       |  |  |                        |  |  |                          |  |
|                                           |                                 | Magnus II di Brunswick-Wolfenbüttel | Magnus I di Brunswick-Wolfenbüttel    |  |  |       |  |  |                        |  |  |                          |  |
|                                           |                                 | Magnus II di Brunswick-Wolfenbüttel | Magnus I di Brunswick-Wolfenbüttel    |  |  |       |  |  |                        |  |  |                          |  |
|                                           |                                 | Magnus II di Brunswick-Wolfenbüttel | Sofia di Brandenburgo-Stendal         |  |  |       |  |  |                        |  |  |                          |  |
| Caterina Elisabetta di Brunswick-Lüneburg |                                 | Magnus II di Brunswick-Wolfenbüttel |                                       |  |  |       |  |  |                        |  |  |                          |  |
|                                           |                                 | Caterina di Anhalt-Bernburg         | Bernardo III di Anhalt-Bernburg       |  |  |       |  |  |                        |  |  |                          |  |
|                                           |                                 | Caterina di Anhalt-Bernburg         | Bernardo III di Anhalt-Bernburg       |  |  |       |  |  |                        |  |  |                          |  |
|                                           |                                 | Caterina di Anhalt-Bernburg         | Agnese di Sassonia-Wittenberg         |  |  |       |  |  |                        |  |  |                          |  |
|                                           |                                 | Caterina di Anhalt-Bernburg         |                                       |  |  |       |  |  |                        |  |  |                          |  |